# Amancjusz (święty)
Amancjusz, (zm. 448) – biskup Como, święty chrześcijański. 
Urodził się w drugiej połowie IV wieku, pochodził z Canterbury. Uważany, jest zgodnie z tradycją, za trzeciego biskupa Como, w którym wybudował kościół i sprowadził do niego relikwie św. Piotra i św. Pawła. Zmarł w 446 roku.
W ikonografii przedstawiany jest w stroju biskupim. Atrybutem świętego jest relikwiarz z relikwiami św. Piotra i św. Pawła, nawiązujący do sprowadzenia przez Amancjusza ich relikwii do wybudowanego w Como kościoła.